# Платформа 346 км
Платформа 346 км — неиспользуемый остановочный пункт перегона Леппясюрья — Райконкоски линии Маткаселькя — Суоярви Октябрьской железной дороги.
Находится на территории Лоймольского сельского поселения Суоярвского района Республики Карелия. На 346 километре имел остановку пассажирский поезд № 655/656 вплоть до его отмены (октябрь 1997 год). По состоянию на 2018 год в районе остановочного пункта сохранились несколько фундаментов (плюс хозяйственный погреб), оставшиеся от располагавшейся здесь до Великой Отечественной войны финской станции Vaaherjoki.

## История
Первоначально, с открытием временного движения на участке Маткаселькя — Лоймола 15 декабря 1920 года, Vaaherjoki возник в качестве пункта примыкания лесопогрузочного тупика под управлением со станции Лоймола. А спустя два года, с возникновением регулярного движения 1 марта 1922 года,  Vaaherjoki получил статус разъезда.

## Станция Vaaherjoki
Основное назначение станции — вывоз леса, привозимого по Сюськюярвской УЖД. Передача леса в вагоны широкой колеи осуществлялась следующим образом: от станции Vaaherjoki в северо-западном направлении ответвлялся подъездной путь длиной 0,5 км. Узкоколейка и основная линия Маткаселькя — Лоймола имели пересечение в разных уровнях, после чего уже обе железных дороги шли параллельно и в одном уровне для возможности перегрузки леса (см. фото ).

## Путевой пост Ваахерйоки
В 2800 метрах северо-восточнее станции Vaaherjoki располагался так называемый путевой пост Ваахерйоки (фин. 	Vaaherjoen soravaihde) 61°52′30″ с. ш. 31°26′54″ в. д., административно относившийся к станции Vaaherjoki. В южном направлении шёл подъездной путь длиной 2500 метров на гравийный карьер.

## Происхождение названия
В переводе с финского языка Vaaherjoki означает Кленовая река (vaaher/vaahder — диалектные варианты слова vaahtera). Наименование станции произошло от названия речки, протекавшей рядом со станцией.

## Фотографии остановочного пункта 346 км
- Фундамент финского вокзала.
- Вид в сторону Райконкоски.
- Место бывшей станции.
- Погреб.

## Фотографии путевого поста Ваахерйоки
- Вид в сторону Райконкоски. Место ответвления карьерной ветки.
- Вид в сторону Леппясюрья. Место ответвления карьерной ветки.